# Stephanie Hüllenhagen
Stephanie „Fanny“ Hüllenhagen, geborene Kaiser (*  17. September 1893; † 15. Januar 1967 in Berlin) war eine deutsche Gerechte unter den Völkern.

## Leben

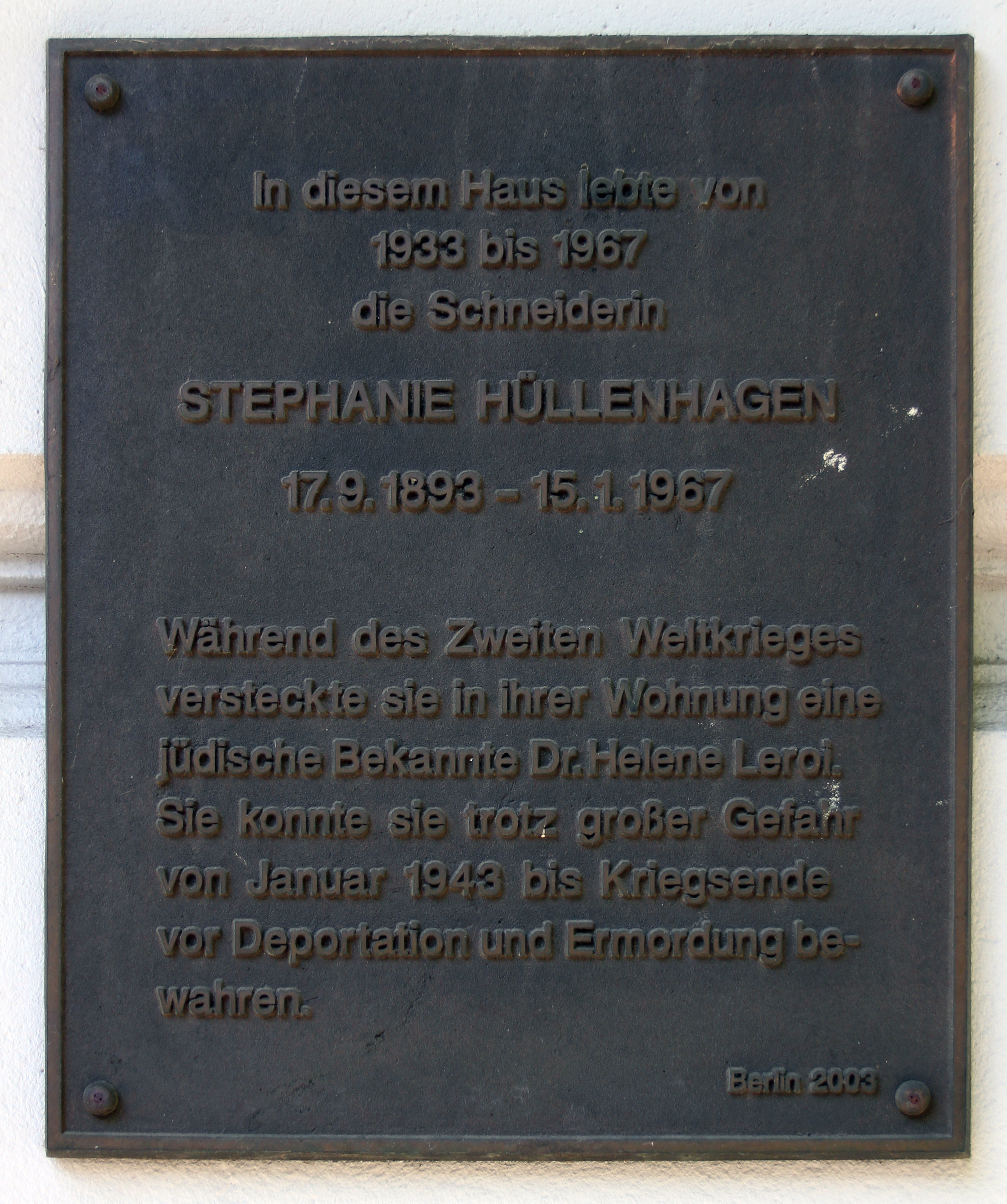
Gedenktafel am Haus, Bellermannstraße 14, in Berlin-Gesundbrunnen

Stephanie Hüllenhagen war von Beruf Näherin. Wie ihr Bruder Kurt Kaiser war sie Mitglied der SPD und Gegnerin des Nationalsozialismus. Während des Zweiten Weltkriegs lebte sie in einer Einzimmerwohnung in der Bellermannstraße 14 in Berlin-Gesundbrunnen.
Zu ihren Bekannten gehörte die promovierte Wirtschaftswissenschaftlerin Helene Leroi (1894–1950), die sie über ihre Mitarbeit bei den Sozialdemokraten kennengelernt hatte. Helene Leroi stammte aus einer Hamburger jüdischen Familie und hatte ihre beiden Töchter noch vor Kriegsbeginn mit einem Kindertransport nach Großbritannien bringen lassen. In Berlin musste sie Zwangsarbeit leisten.
Als die Deportation von Juden aus Deutschland begann, entschloss sich Stephanie Hüllenhagen, wenigstens einen Menschen vor der Deportation zu bewahren. Sie ließ bei Helene Leroi, die bereits den Deportationsbefehl bekommen hatte, anfragen, ob sie zu ihr kommen wolle. Helene Leroi lebte von Januar 1943 bis Mitte Mai 1945 mit Stephanie Hüllenhagen in deren Wohnung, wobei sie die Toilette außerhalb der Wohnung im Flur benutzen musste. Die Hausbewohner bewahrten Stillschweigen über die Anwesenheit Helene Lerois und denunzierten die beiden Frauen nicht.
Kurt Kaiser begleitete Helene Leroi bei gelegentlichen Spaziergängen; dessen Tochter, die Medizin studierte, betreute sie, wenn sie krank war. Die finanziellen Mittel Stephanie Hüllenhagens reichten kaum aus für die beiden Frauen. Einen Beitrag leistete Fritz Baade, der in die Türkei emigriert war und Helene Leroi monatlich 100 Reichsmark zukommen ließ. Zwei Nachbarinnen unterstützten sie mit Lebensmitteln.
Helene Leroi starb 1950 in Berlin. Der Senat von Berlin ehrte Stephanie Hüllenhagen 1962 als „Unbesungene Heldin“. Bis zu ihrem Tod lebte sie in ihrer kleinen Wohnung in der Bellermannstraße.
2001 wurde Stephanie Hüllenhagen postum als Gerechte unter den Völkern ausgezeichnet. 2003 wurde am Haus Bellermannstraße 14 eine Tafel zum Gedenken an sie angebracht.